# Brassac-les-Mines
Brassac-les-Mines – miejscowość i gmina we Francji, w regionie Owernia-Rodan-Alpy, w departamencie Puy-de-Dôme.
Według danych na rok 1990 gminę zamieszkiwało 3446 osób, a gęstość zaludnienia wynosiła 479 osób/km² (wśród 1310 gmin Owernii Brassac-les-Mines plasuje się na 58. miejscu pod względem liczby ludności, natomiast pod względem powierzchni na miejscu 915).